# Ким, Владимир Радионович
Владимир Радионович Ким (род. 13 июля 1987 года) — российский тхэквондист. 
Обладатель кубка Европы г.Баку 2010г
бронзовый призер кубка мира г. Абиджан (кот’д Ивуар) 2013
Чемпион России 2010, 2014 г.

## Карьера
Тренируется у В. В. Хана в Ростове-на-Дону. Чемпион России 2010 года. Чемпион России 2014 года.
Обладатель кубка Европы 2010г
Бронзовый призер кубка мира 2013г
Мастер спорта международного класса 
Жена Екатерина также выступает за сборную России по тхэквондо.

## Вероисповедание
Является евангелистским христианином.